# Pico da Neblina

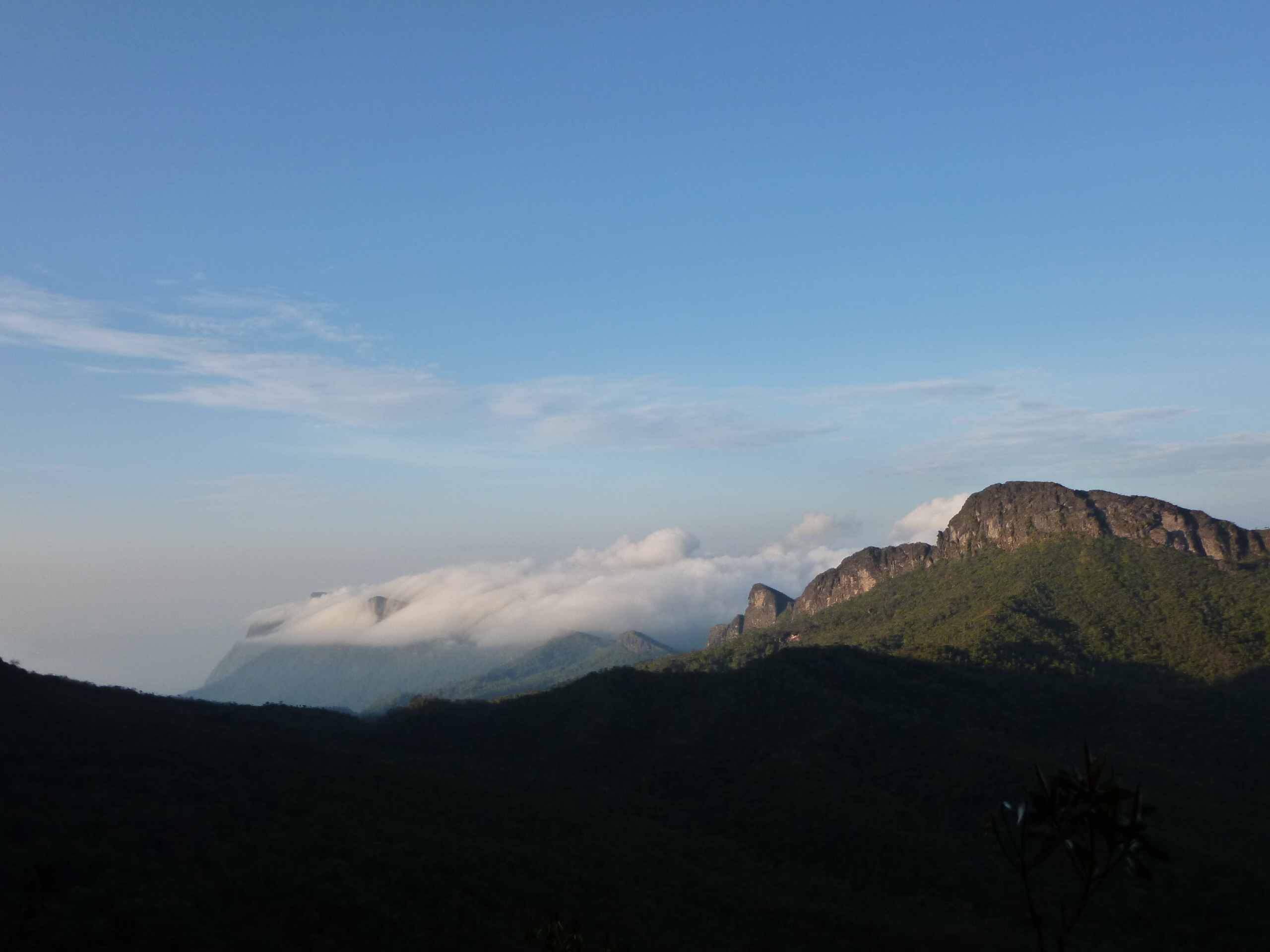
Pico da Neblina (2012)

Der Pico da Neblina ist mit etwa 2994 m der höchste Berg Brasiliens sowie des Berglandes von Guayana. Er befindet sich in unmittelbarer Nähe zur Grenze nach Venezuela und gehört zur Serra da Neblina, die ihrerseits Teil der Serra do Imeri ist. Der Gipfel des Neblina liegt im 22.000 km² großen Pico-da-Neblina-Nationalpark im Bundesstaat Amazonas. Die nächste Stadt, São Gabriel da Cachoeira, ist ca. 140 km Luftlinie entfernt.
Der Pico da Neblina gehört zum Serra-do-Imeri-Massiv. Der zweithöchste Berg Pico 31 de Março mit 2973 m befindet sich ebenfalls im Pico-da-Neblina-Nationalpark. Neblina ist das portugiesische Wort für Nebel. Im Jahr 1965 fand seine Erstbesteigung durch Angehörige der brasilianischen Streitkräfte statt.